# Letovnik, Kărdjali
Letovnik (în bulgară Летовник) este un sat în comuna Momcilgrad, regiunea Kărdjali,  Bulgaria. 

## Demografie
Componența etnică a satului Letovnik
     Turci (92,85%)
     Nicio identificare (7,14%)
     Altele (0%)
La recensământul din 2011, populația satului Letovnik era de 42 locuitori. Din punct de vedere etnic, majoritatea locuitorilor (92,85%) erau turci. Pentru 7,14% din locuitori nu este cunoscută apartenența etnică.